# Référendum bulgare de 2013
Le référendum bulgare de 2013 a lieu le 27 janvier 2013 afin de permettre à la population de se prononcer sur le développement de l’énergie nucléaire. Il concerne ainsi implicitement le redémarrage du projet de centrale nucléaire de Béléné.
Les électeurs approuvent à plus de 61 % le projet, mais le référendum est invalidé car le quorum de participation, fixé au nombre de votants lors des dernières élections législative, n'est pas atteint. La participation n'atteint en effet qu'environ 20 %, le seuil nécessaire avoisinant les 60 %.

## Contexte
Les partisans du projet mettent en avant une meilleure indépendance énergétique du pays, qui importe une partie de sa consommation depuis la Turquie et la Roumanie, tandis que les opposants remettent en cause la dépendance potentielle envers la Russie, le contrat étant détenu par la compagnie russe Atomstroyexport.

## Résultats
| Choix                  | Votes     | %         |
| ---------------------- | --------- | --------- |
| Pour                   | 851 757   | 61,49     |
| Contre                 | 533 526   | 38,51     |
|                        |           |           |
| Votes valides          | 1 385 283 | 98,56     |
| Votes blancs et nuls   | 20 180    | 1,44      |
| Total des votants      | 1 405 463 | 100       |
| Abstention             | 5 546 720 | 79,78     |
| Inscrits/Participation | 6 952 183 | 20,22     |
| Quorum de votants      | 4 345 450 | 4 345 450 |